# Victoria Cosmin
Victoria Cosmin (n. 28 septembrie 1949) a fost  deputată în legislatura 1990-1992, aleasă în municipiul București pe listele partidului FSN. Victoria Cosmin a deținut această funcție  de la data de 18 iunie 1990 până la data de 11 februarie 1991, când a demisionat și a fost înlocuită de către deputatul George Popescu. Victoria Cosmin a fost membră în grupul parlamentar de prietenie cu Belgia. 